# 海底軍艦
『海島冐險奇譚 海底軍艦』（かいとうぼうけんきたん かいていぐんかん）は、SF作家押川春浪によるSF小説。日本SFの草分けといわれる押川が東京専門学校（現早稲田大学）法科部在学中に書いた。続編として『武侠艦隊』『東洋武侠団』などがある。

## 概要
科学者でもあり軍人でもある櫻木大佐の開発した海底軍艦「電光艇」が登場する。メインキャラの1人として少年が出てくるため、少年小説の先駆けに分類されることがある。
執筆当時は近代潜水艦が実用化される以前であり、本作品における海底軍艦は想像上の新兵器という扱いであった。また、日露戦争に至る直前の日本とロシアの対立が顕在化していた時代であったことから、ロシアが敵対勢力となっている。
シリーズ後半のメインキャラ、蛮勇侠客こと段原剣東次をネタにしたパロディを小栗虫太郎が作中で行っている。
東宝映画『海底軍艦』は、本作を原作としているが、内容的にはほとんど別の作品である。

## 海底軍艦シリーズ
- 海島冐險奇譚 海底軍艦（1900年）
- 英雄小説 武侠の日本（1902年）
- 海國冐險奇譚 新造軍艦（1904年）
- 戦時英雄小説 武侠艦隊（1904年）
- 英雄小説 新日本島（1906年）
- 英雄小説 東洋武侠団（1907年）

### 空中大飛行艇シリーズ
- 日欧競争空中大飛行艇（1902年）
- 続空中大飛行艇（1902年）

この2作はシリーズの外伝的作品で、作中のSFメカは日本における空中戦艦の嚆矢と言われている。空中戦艦という発想を含め、阿武天風といった当時の未来戦記ものにおけるフォロアーを輩出した。

## 登場する超兵器

### 電光艇
櫻木大佐が来たるべき大戦に備えて開発した潜水艦。
- 全長：130フィート6インチ
- 全幅：22フィート7インチ
- 潜航深度：30 - 50フィート
- 平均速力：56ノット
- 最大速力：107ノット
- 武装
  - 敵艦衝破器：17フィートの長さを持ち毎秒300回転する三尖衝角
  - 新式併列旋廻水雷発射機：両舷に1基ずつ備える。魚形水雷を毎分78本発射できる。
    - 魚形水雷：長さ：2フィート3インチ、直径：3インチ、速力：41ノット、射程：1400ヤード。綿火薬105kg相当の破壊力を持つ。

  - 照準装置：特殊「明鏡」で海上や海中を肉眼で見通すことができる。夜間など目視が行えない場合には「強熱電光」を発振し測的を行う。
- 装甲：全体が新式合成装甲板で覆われている。
- 動力源：12種類の薬品の調合による化学反応を動力源とする
- 推進器：6枚翼スクリュープロペラを2軸

### 天下無敵鉄車
- 全長：5.6キロメートル
- 全幅：2.5キロメートル
- 全高：1キロメートル
- 装甲：薄い箇所で13メートル
- 武装
  - 電気機関砲60門
- 動力源：「イターナル猛力」

## 書誌情報
- 『海底軍艦』（文武堂刊、1990年11月23日発行）[2]
- 『海底軍艦』（博文館刊、1939年7月15日発行）[2]
- 『海底軍艦』（石書房刊、1944年1月11日発行）[2]
- 『少年少女世界の名作文学48 日本編4』（小学館刊、1967年1月20日）[2]
- 『明治文學全集95 明治少年文學集』（筑摩書房刊、1970年2月20日）[2]
- 『海底軍艦 全』（桃源社刊、1970年10月30日発行）[2]
- 『大衆文学体系2 小杉天外、菊池幽芳、黒岩涙香、押川春浪集』（講談社刊、1971年6月20日）[2]
- 『海島冐險奇譚 海底軍艦』（名著復刻 日本児童文学館 第一集、ほるぷ出版刊、1971年発行）[2]
- 『押川春浪・軍艦全集1（海底軍艦・武侠の日本）』（桃源社刊、1979年発行）[2]
- 『少年小説大系 第2巻 押川春浪集』（三一書房刊、1987年10月31日発行） ISBN 4-380-87547-4[2]
- 『海底軍艦』（本の友社刊、2004年6月発行）[2]
- 『海島冒険奇譚 海底軍艦』（国文学研究資料館刊、2015年1月発行）[2]

## 関連作品
映画
- 東洋武侠団（1927年日活、監督：内田吐夢、脚本：山本嘉次郎） - 主演：浅岡信夫（陸の王者）、広瀬恒美（海の王者）の2大スター競演で大ヒットした。
- 海底軍艦（1963年東宝、 監督：本多猪四郎、脚本：関沢新一、特技監督：円谷英二）

アニメ
- 新海底軍艦（1995年東宝、監督：片山一良、福田己津央）

パソコンゲーム
- 『海底軍艦』東宝､1984年､PC88

漫画
- 『海底軍艦』 (2021年- Jコミックテラス、たなかせいじ)